# Sa Cudia Cremada

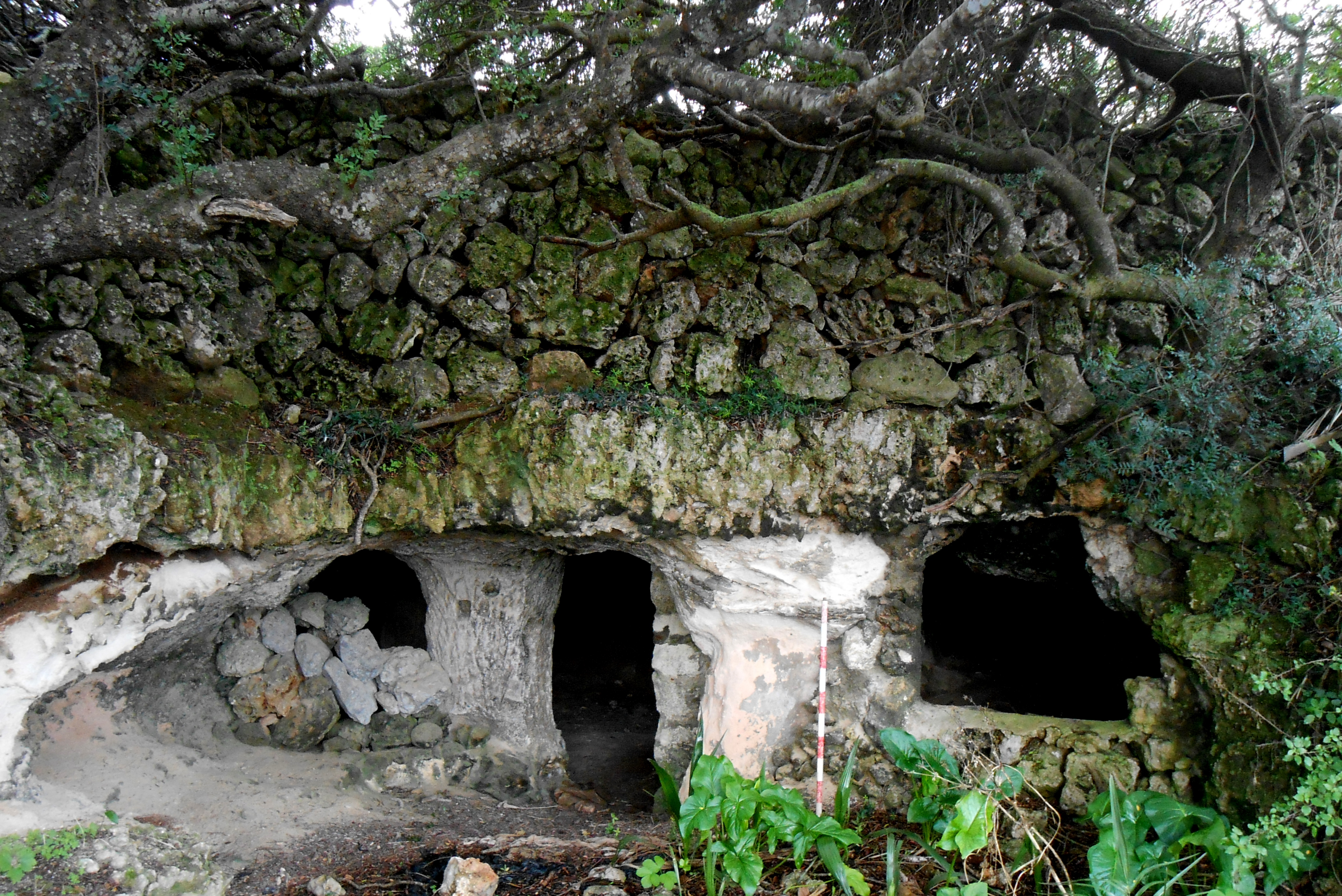
Hipogeo o cueva artificial de enterramiento de Sa Cudia Cremada

Sa Cudia Cremada es un yacimiento arqueológico situado en la finca agrícola del mismo nombre, en las afueras de la ciudad de Mahón, la capital de la isla de Menorca, (Islas Baleares, España).
Los restos que forman parte de este yacimiento pertenecen a la Cultura Talayótica, cuya cronología se sitúa en la Edad de Bronce y la Edad del Hierro, aunque el yacimiento presenta indicios de haber estado ocupado durante las primeras centurias tras la conquista romana de las Baleares, tal como indican materiales localizados en superficie que datan de esta primera fase de la ocupación romana de Menorca. También pudo haber presentado una ocupación durante la Edad Media, tal y como sugieren los numerosos restos de cerámica islámica presentes también en superficie. 
Los restos arqueológicos presentes en este yacimiento se encuentran en muy buen estado de conservación. Entre los más significativos destacan tres talayots o estructuras turriformes de construcción ciclópea, el recinto de taula o santuario, varios hipogeos, un silo de grandes dimensiones y parte del tramo de un muro de doble paramento, entre otros. 
El talayot con la ubicación más oriental presenta una planta oval con un diámetro máximo en su base de 19 metros. Su fachada es ligeramente cóncava y orientada al Sur, que presenta, además, un acceso que conduce a una cámara interior. La cubierta de esta cámara, parcialmente conservada, consiste en la aproximación de grandes bloques pétreos.

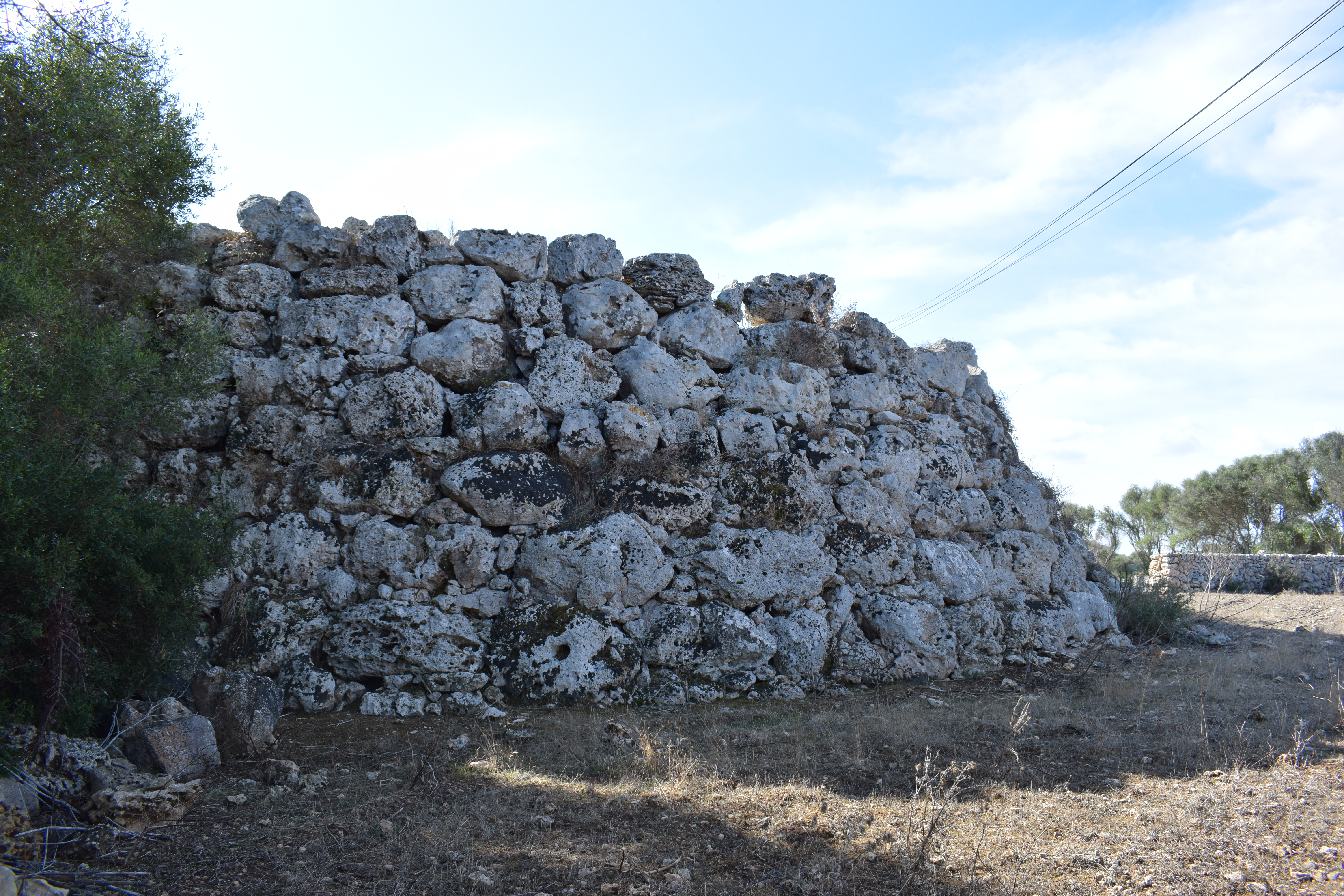
Uno de los talayots de Sa Cudia Cremada.

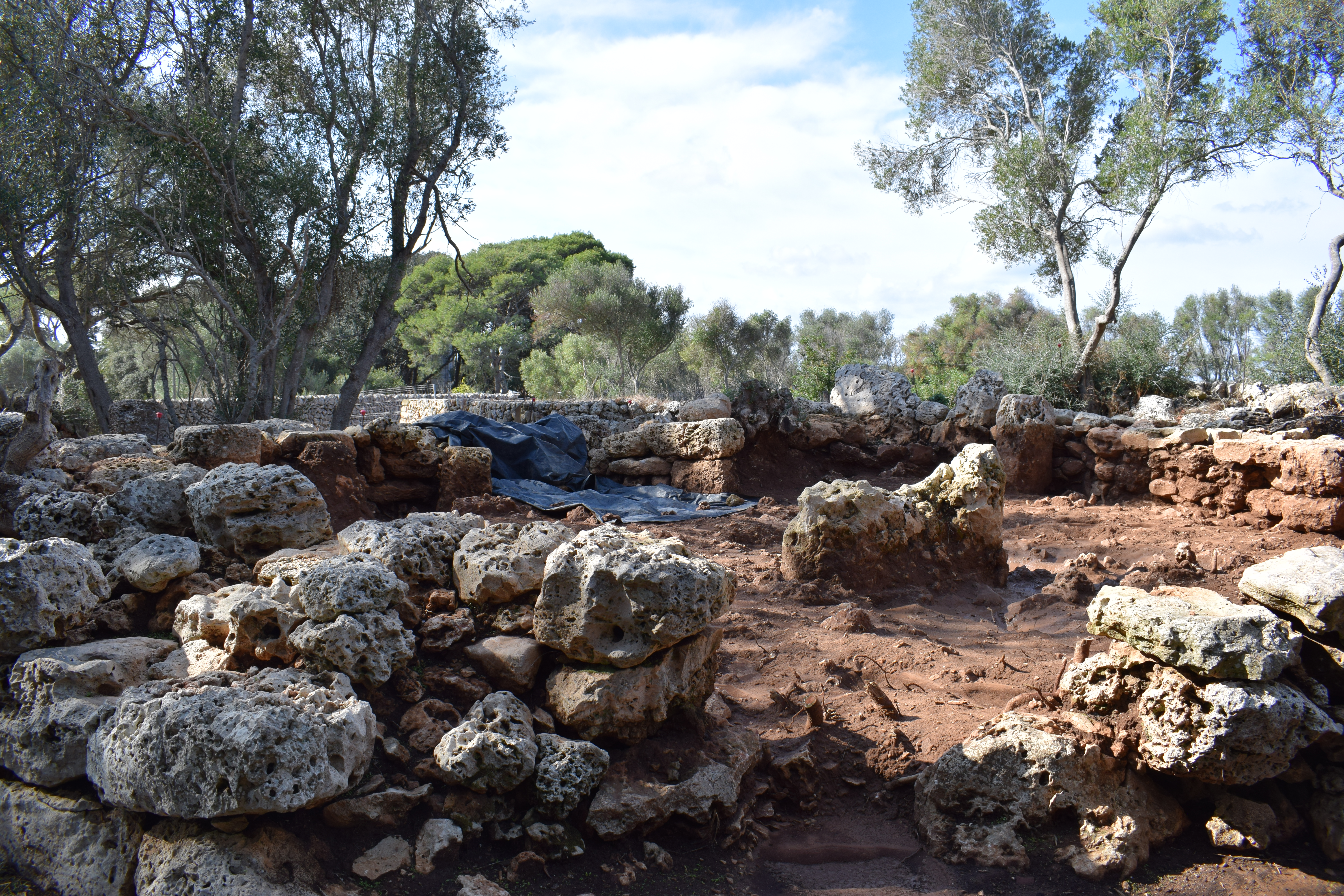
Recinto de taula de Sa Cudia Cremada.

El resto de estructuras visibles hasta la fecha se sitúan a unos 200 metros de distancia de este talayot. En esta zona encontramos otro de planta oval con un diámetro máximo de 20 metros y una altura que alcanza los 5 metros. En este caso, se trata de una estructura maciza, sin cámaras internas. Posiblemente su lado Sur presentase escaleras, lo cual ya ha sido testificado en talayots de otros yacimientos talayóticos de la isla,, como el de Cornia Nou. Además, a este talayot se le adosa un muro de gran ancho que conserva una altura de 1'5 metros, perteneciente a algún espacio relacionado con él.
El yacimiento también cuenta con un tercer talayot de dimensiones más reducidas. Su planta es circular y su cara Norte presenta un acceso a una cámara interna, el cual está actualmente colmatado. Además, a este lado Norte se le adosa un edificio rectangular de función, por el momento, desconocida.
Sin embargo, el edificio más destacado de Sa Cudia Cremada se ubica a escasa distancia de los dos últimos talayots descritos. Se trata del recinto de taula o santuario, que presenta una planta absidial, típica de estas estructuras, está orientado al Sur y realizado también en factura ciclópea. Con una fachada ligeramente cóncava, la entrada en esta parece estar cegada. Puesto que, hasta el momento, no se han llevado a cabo intervenciones arqueológicas en este edificio, su estructura interna nos es desconocida, por lo cual, desconocemos la posición del monumento central, la taula, así como pilastras y otros elementos típicos en este tipo de espacios. 
Además, existen otras estructuras como un tramo de muro ciclópeo de doble paramento con orientación EO, un gran silo cubierto por una losa de piedra, un monolito, que posiblemente pertenezca a un edificio, el cual se encuentra cubierto y varios hipogeos o cuevas artificiales. Estos, realizados en la propia roca natural, fueron utilizados como espacios de enterramiento colectivo.